# كريستوفر جي. كونورز
كريستوفر جي. كونورز هو سياسي أمريكي، ولد في 26 يونيو 1956 في ريدجوود في الولايات المتحدة. نشط حزبياً في الحزب الجمهوري.

## مناصب
- انتخب عضو مجلس ولاية نيوجيرسي ‏ عن دائرة New Jersey's 9th legislative district [الإنجليزية]‏ وقد انضم خلال فترته النيابية [الإنجليزية]‏ (12 يناير 2016 – 9 يناير 2018) للكتلة البرلمانية الحزب الجمهوري.
- انتخب عضو مجلس ولاية نيوجيرسي ‏ عن دائرة New Jersey's 9th legislative district [الإنجليزية]‏ وقد انضم خلال فترته النيابية [الإنجليزية]‏ (14 يناير 2014 – 12 يناير 2016) للكتلة البرلمانية الحزب الجمهوري.
- انتخب عضو مجلس ولاية نيوجيرسي ‏ عن دائرة New Jersey's 9th legislative district [الإنجليزية]‏ وقد انضم خلال فترته النيابية ‏ (12 يناير 2012 – 14 يناير 2014) للكتلة البرلمانية الحزب الجمهوري.
- انتخب عضو مجلس ولاية نيوجيرسي ‏ عن دائرة New Jersey's 9th legislative district [الإنجليزية]‏ وقد انضم خلال فترته النيابية ‏ (12 يناير 2010 – 12 يناير 2012) للكتلة البرلمانية الحزب الجمهوري.
- انتخب عضو مجلس ولاية نيوجيرسي ‏ عن دائرة New Jersey's 9th legislative district [الإنجليزية]‏ وقد انضم خلال فترته النيابية ‏ (8 يناير 2008 – 12 يناير 2010) للكتلة البرلمانية الحزب الجمهوري.
- انتخب عضو جمعية نيوجيرسي العامة ‏ عن دائرة New Jersey's 9th legislative district [الإنجليزية]‏ وقد انضم خلال فترته النيابية ‏ (10 يناير 2006 – 8 يناير 2008) للكتلة البرلمانية الحزب الجمهوري.
- انتخب عضو جمعية نيوجيرسي العامة ‏ عن دائرة New Jersey's 9th legislative district [الإنجليزية]‏ وقد انضم خلال فترته النيابية ‏ (13 يناير 2004 – 10 يناير 2006) للكتلة البرلمانية الحزب الجمهوري.
- انتخب عضو جمعية نيوجيرسي العامة ‏ عن دائرة New Jersey's 9th legislative district [الإنجليزية]‏ وقد انضم خلال فترته النيابية ‏ (8 يناير 2002 – 13 يناير 2004) للكتلة البرلمانية الحزب الجمهوري.
- انتخب عضو جمعية نيوجيرسي العامة ‏ عن دائرة New Jersey's 9th legislative district [الإنجليزية]‏ وقد انضم خلال فترته النيابية ‏ (11 يناير 2000 – 8 يناير 2002) للكتلة البرلمانية الحزب الجمهوري.
- انتخب عضو جمعية نيوجيرسي العامة ‏ عن دائرة New Jersey's 9th legislative district [الإنجليزية]‏ وقد انضم خلال فترته النيابية ‏ (13 يناير 1998 – 11 يناير 2000) للكتلة البرلمانية الحزب الجمهوري.
- انتخب عضو جمعية نيوجيرسي العامة ‏ عن دائرة New Jersey's 9th legislative district [الإنجليزية]‏ وقد انضم خلال فترته النيابية ‏ (9 يناير 1996 – 13 يناير 1998) للكتلة البرلمانية الحزب الجمهوري.
- انتخب عضو جمعية نيوجيرسي العامة ‏ عن دائرة New Jersey's 9th legislative district [الإنجليزية]‏ وقد انضم خلال فترته النيابية ‏ (11 يناير 1994 – 9 يناير 1996) للكتلة البرلمانية الحزب الجمهوري.
- انتخب عضو جمعية نيوجيرسي العامة ‏ عن دائرة New Jersey's 9th legislative district [الإنجليزية]‏ وقد انضم خلال فترته النيابية ‏ (14 يناير 1992 – 11 يناير 1994) للكتلة البرلمانية الحزب الجمهوري.
- انتخب عضو جمعية نيوجيرسي العامة ‏ عن دائرة New Jersey's 9th legislative district [الإنجليزية]‏ وقد انضم خلال فترته النيابية ‏ (9 يناير 1990 – 14 يناير 1992) للكتلة البرلمانية الحزب الجمهوري.
- انتخب عضو مجلس ولاية نيوجيرسي ‏ عن دائرة New Jersey's 9th legislative district [الإنجليزية]‏ وقد انضم خلال فترته النيابية [الإنجليزية]‏ (9 يناير 2018 – 14 يناير 2020) للكتلة البرلمانية الحزب الجمهوري.
- انتخب عضو مجلس ولاية نيوجيرسي ‏ عن دائرة New Jersey's 9th legislative district [الإنجليزية]‏ وقد انضم خلال فترته النيابية [الإنجليزية]‏ (14 يناير 2020 – ) للكتلة البرلمانية الحزب الجمهوري.